# William Dickson

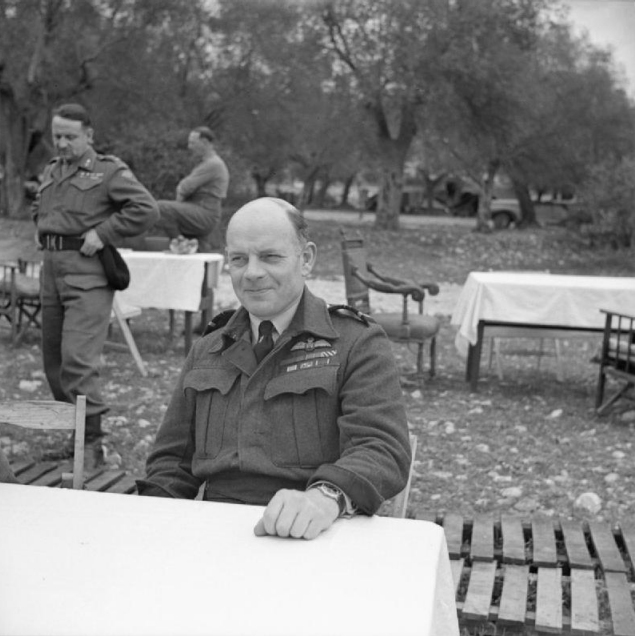
William Dickson

Marshal of the Royal Air Force Sir William Forster Dickson (Northwood, 24 september 1898 – Wiltshire, 12 september 1987) was een Britse officier in de Royal Air Force.

## Eerste jaren
Dickson werd in Northwood in Middlesex geboren en was via zijn moeder een directe afstammeling van admiraal Horatio Nelson. Hij studeerde zowel aan Bowden House in Seaford in Sussex en aan de Haileybury College.

## Eerste Wereldoorlog en Interbellum
Dickson trad in 1916 toe tot de Royal Naval Air Service en nadat hij zijn vliegtraining had voltooid diende hij als een piloot bij de RNAS Grain op Isle of Grain. Later in de Eerste Wereldoorlog werd hij als piloot toegevoegd aan de HMS Furious. In april 1918 vertrok Dickson naar de nieuw opgerichte Royal Air Force (RAF). Dickson verbleef de laatste weken van de oorlog op de HMS Revenge voordat hij in 1919 naar de HMS Queen Elizabeth vertrok.
In de jaren twintig vertrok Dickson van de ene post naar het andere. In maart 1920 werd hij benoemd in de staf van de RAF Gosport en twee maanden later werd hij benoemd tot piloot bij de RAF-squadron nr. 210. In april 1921 keerde Dickson terug naar zee en ging aan boord van het vliegkampschip HMS Argus maar werd in 1922 als testpiloot naar de Royal Aircraft Establishment bij Farnborough gezonden. In mei 1923 werd Dickson benoemd tot persoonlijk adviseur van de plaatsvervanger van de Chief of the Air Staff en directeur voor Operaties en Inlichtingen, Air Commodore John Steel. Dickson bleef tot juli 1926 persoonlijk adviseur toen hij ontslag moest nemen vanwege ziekte.
Echter in 1935 werd Dickson benoemd tot Air Officer Commanding van de RAF-squadron nr. 25.

## Tweede Wereldoorlog
Aan het begin van de Tweede Wereldoorlog maakte Dickson met de rang wing commander deel uit van de staf van het Directoraat van Planning. Hij werd benoemd in de Joint Planning Staff, die een subcomité was van de Chiefs of Staff Committee en was betrokken bij de planning die uitgevoerd werden door Winston Churchill en de Britse militaire commandanten. Aan het begin van 1940 kreeg Dickson de tijdelijke rang van group captain en werd in maart 1941 benoemd tot directeur van Planning. In april 1941 werd hij bevorderd tot air commodore.
In mei 1942 werd Dickson benoemd tot Senior Air Staff Officer op het hoofdkwartier van RAF-groep nr. 9. Dickson bleef echter niet lang een stafofficier. In juni 1942 werd hij alweer benoemd tot Air Officer Commanding RAF-groep nr. 9 en eind 1942 kreeg hij bevel over de RAF-groep nr. 10. Dickson als Air Officer Commanding van RAF-groep nr. 10 vergezelde Air Marshal Trafford Leigh-Mallory met zijn bezoek aan de Air Headquarters in Noord-Afrika. Na zijn terugkeer in Groot-Brittannië kreeg Dickson de taak om RAF-groep nr. 83 op te zetten, die deel moest uitmaken van de Tweede Tactische Luchtmacht die gevormd was voor de geplande invasie van Europa.
Ondanks dat Dickson aanzienlijk veel tijd had besteed aan planning en voorbereiding voor de invasie van Europa maakte hij uiteindelijk geen deel uit van de operaties. Aan het einde van 1943 werd hij tijdelijk bevorderd tot Air Vice-Marshal en kreeg in april 1944 het bevel over de Desert Air Force.
Dickson was tot slot van eind 1944 tot het midden van 1946 Assistent Chief of the Air Staff.

## Na de Tweede Wereldoorlog
In 1946 werd Dickson benoemd tot Vice-Chief of the Air Staff, in 1948 tot opperbevelhebber van de RAF in het Middellandse Zeegebied en het Midden-Oosten en in 1950 werd hij benoemd tot Air Member voor Bevoorrading en Organisatie.
Dickson was van 1953 tot 1955 Chief of the Air Staff. Hij was ook van 1 januari 1956 tot 1 januari 1959 de laatste voorzitter van de Chiefs of Staff Committee en werd ook de eerste Chief of the Defence Staff, wat hij tot juli 1959 bleef. Na zijn pensioen werkte hij voor vele liefdadigheidsorganisaties. Dickson stierf op 12 september 1987 op 88-jarige leeftijd in de RAF Hospital Wroughton in Wiltshire.

## Decoraties
- Ridder Grootkruis in de Orde van het Bad
- Ridder Commandeur in de Orde van het Britse Rijk
- Orde van Voorname Dienst
- Air Force Cross